# Som torra marken dricker regn
Som torra marken dricker regn är en psalm av Britt G. Hallqvist 1977 efter Jean Servel 1974. Melodi (2/2, F-dur) av Conrad Baden. 
Psalmen innehåller åtta liknelser, åtta exempel på mottagandets konst. Och varje vers (5 st) avslutas med bönen: "(Så), Herre, låt oss ta emot ditt ord".

## Publicerad som
- Nr 67 i Den svenska psalmboken 1986, 1986 års Cecilia-psalmbok, Psalmer och Sånger 1987, Segertoner 1988 och Frälsningsarméns sångbok 1990 under rubriken "Ordet".
- Nr 209 i Finlandssvenska psalmboken 1986 under rubriken "Guds ord".